# Pierre Mony
Pierre Mony (Parigi, 23 marzo 1896 – Boulogne-Billancourt, 1º gennaio 1980) è stato un calciatore francese, di ruolo difensore.

## Carriera

### Nazionale
Ha collezionato 5 presenze con la propria Nazionale.